# Pintor de Analato

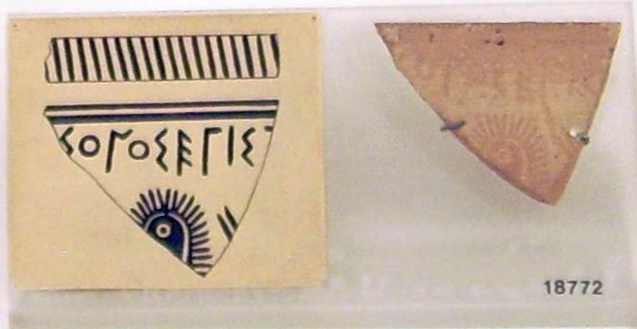
Placa inscrita por el Pintor de Analato.

Pintor de Analato es el nombre convencional asignado a un alfarero y ceramógrafo, activo en Ática en el primero cuarto del siglo VII a. C., primer y mayor exponente del estilo protoático antiguo (710-675 a. C.), formado en el taller del Pintor de Atenas 894, el principal laboratorio ático del tardo geométrico II. Su firma nos ha llegado, fragmentaria e ilegible, sobre una placa votiva pintada. El nombre convencional adoptado deriva de la zona de Ática, Analato (actual Nea Smirni) donde fue encontrada una hidria del 710 a. C., atribuida a él (Atenas, Museo Arqueológico Nacional 313).

## Estilo

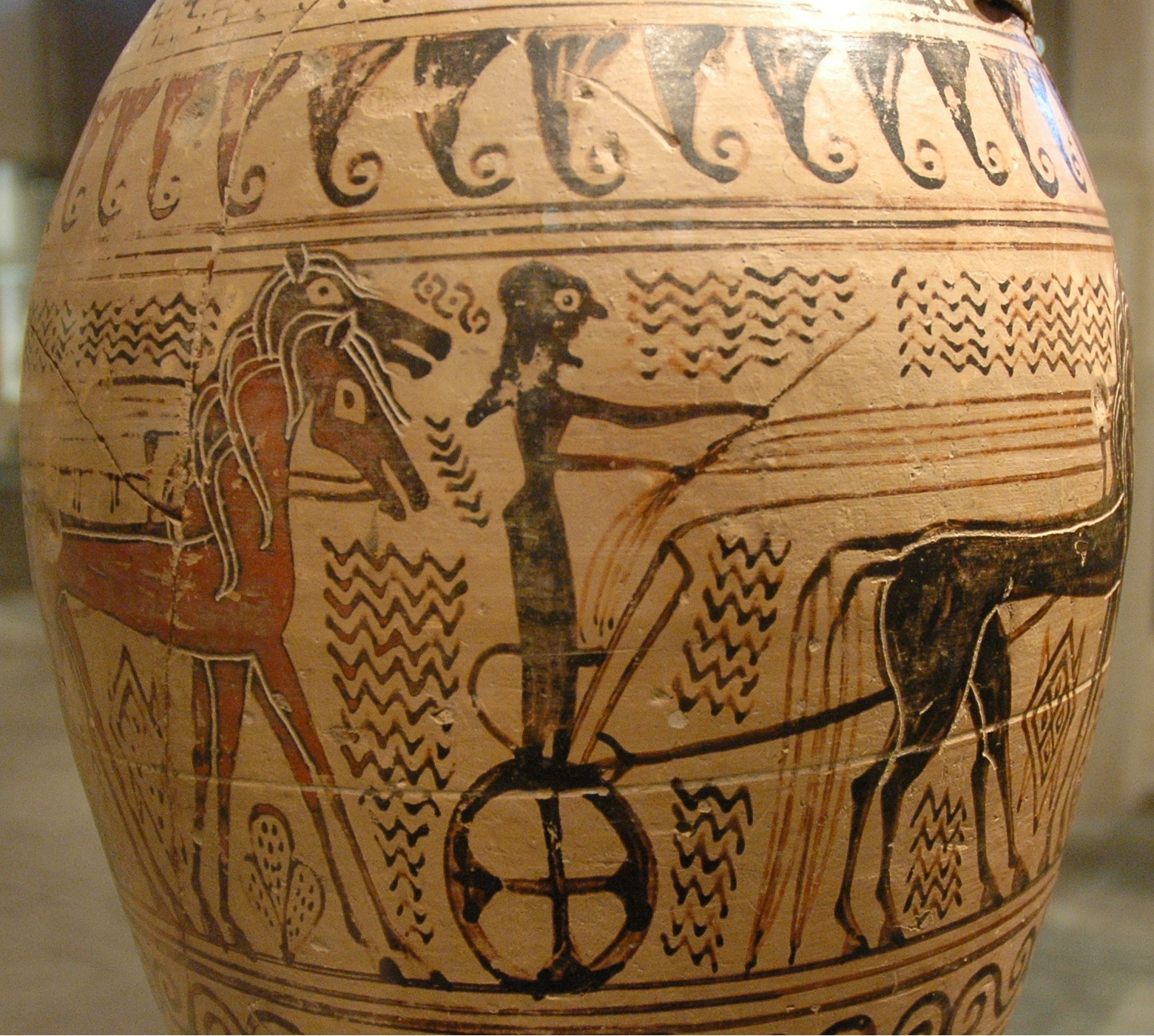
Lutróforo del Pintor de Analato (cuerpo). Museo del Louvre, CA2985.

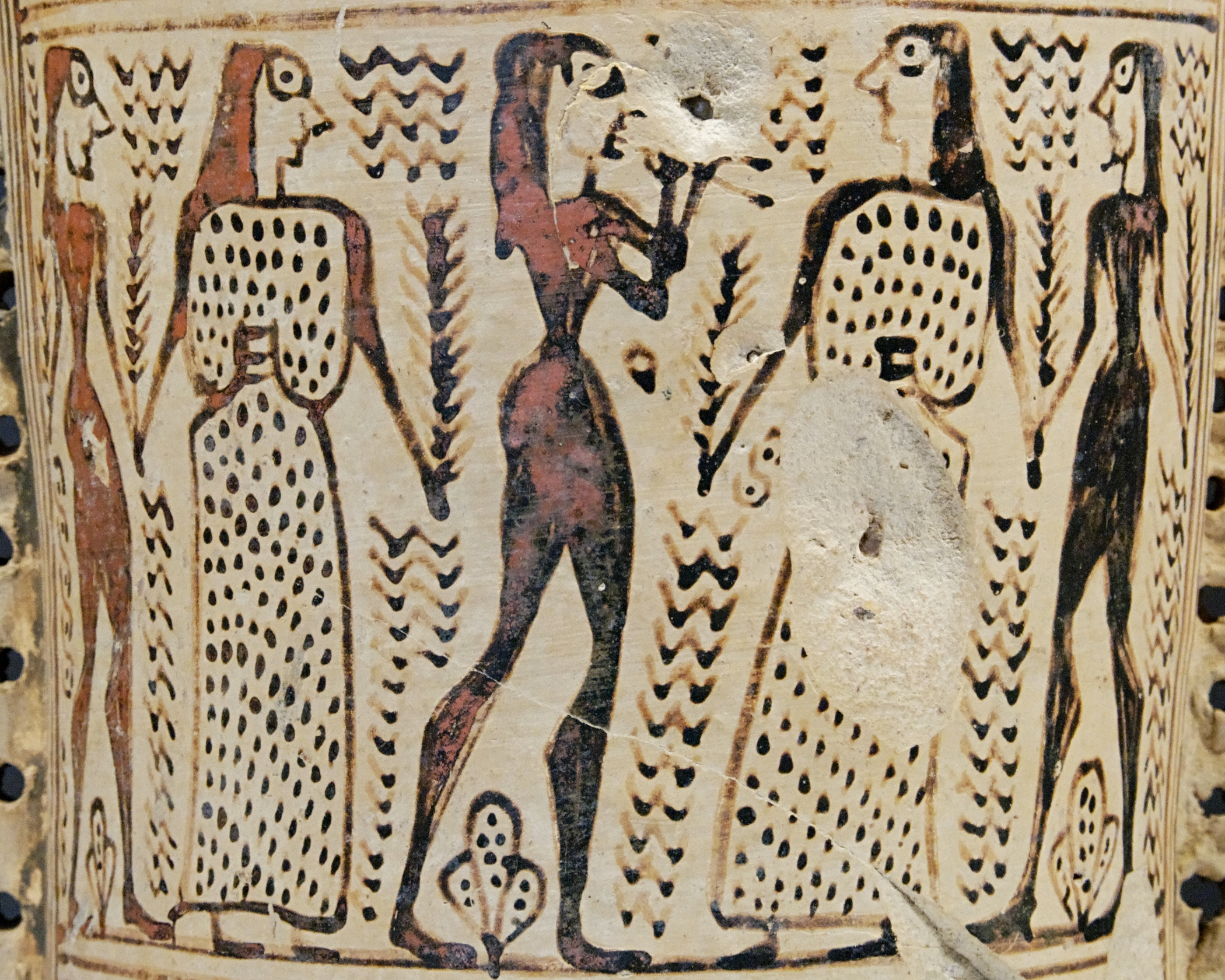
Lutróforo del Pintor de Analato (cuello). Museo del Louvre CA2985.

Heredero de la tradición figurativa que provenía del Maestro del Dípilon y del cual mantiene algunos esquemas representativos que representan desfiles de carros o decoraciones abstractas, introduce en la producción de vasos ática motivos orientalizantes provenientes de Corinto, como animales fantásticos y decoración floral, además de la técnica de incisión inventada en Corinto y la técnica de figuras negras, que se usarán permanentemente en Atenas, solo unas pocas décadas más tarde. A pesar de una preferencia por las líneas sinuosas y por la consistencia corpórea que se aprecia en las figuras femeninas vestidas y en las caras más detalladas, todavía hay una fuerte tendencia a la parataxis y la antítesis. No han sido identificadas narraciones mitológicas en los vasos que se le atribuyen.
En el trabajo del Pintor de Analato se distingue una fase tardía caracterizada por menor empeño y calidad; un fragmento de una vasija que representa una esfinge, atribuible a su taller por la presencia de elementos estilísticos recurrentes (por ejemplo, el trébol con relleno punteado), muestra que en su actividad había sido capaz de incorporar las influencias del naciente estilo blanco y negro.

## Obras atribuidas

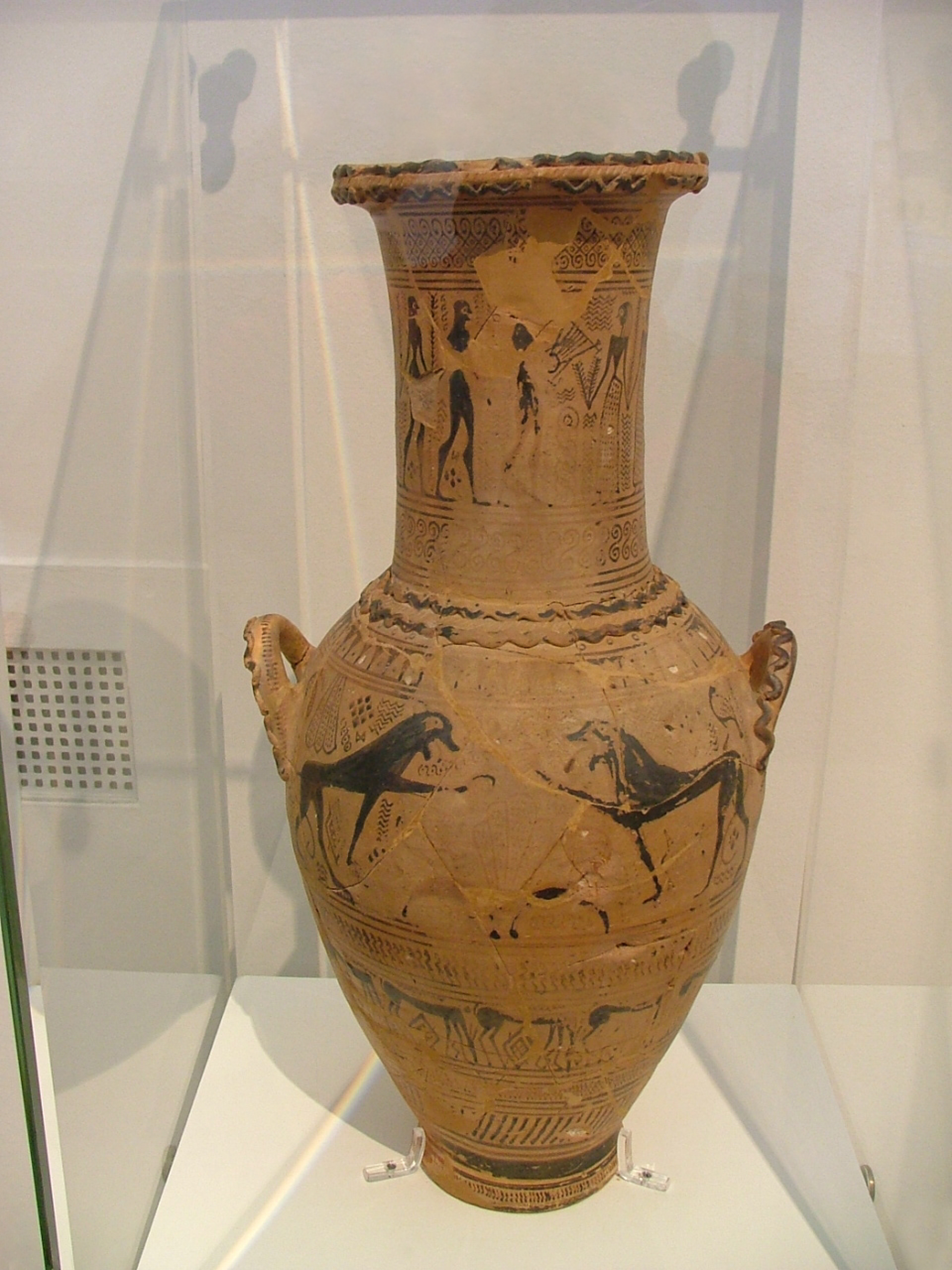
Hidria protoática, (710 a. C.), altura 80 cm. Atenas, Museo Arqueológico Nacional 313.

- Hidria protoática, (710 a. C.), altura 80 cm. Atenas, Museo Arqueológico Nacional, n.º inv. 313.

La parte inferior del vaso es todavía geométrica, mientras que la superior muestra una mayor evolución de las formas. Sobre todo las figuras en el cuello evidencian el desarrollo de la figura del geométrico en modo independiente de las influencias orientalizantes.Cook, 1997, pp. 63-66
- Lutróforo protoático (circa 690 a. C.), París, Museo del Louvre CA 2985.[6][7]
- Crátera protoática (circa 690 a. C.), Múnich, Antikensammlungen, 6077[8]

Esta crátera indica la dirección tomada por el Pintor de Analato al mismo tiempo que la nueva cerámica protoática. El estilo geométrico es cosa del pasado y las diferencias con el estilo protocorintio se convierten en aún más pronunciadas. Las figuras ocupan un espacio más grande y con una estructura más orgánica, la composición es más libre.
- Ánfora protoática (circa 725-675 a. C.), Oxford, Ashmolean Museum 1935.19.[10]
- Hidria protoática, Bochum, Ruhr Universitat, Kunstsammlungen S1067.[11]